# Notopogon
Notopogon is een geslacht van straalvinnige vissen uit de familie van snipmesvissen (Centriscidae). Het geslacht is voor het eerst wetenschappelijk beschreven in 1914 door Regan.

## Soorten
- Notopogon armatus (Sauvage, 1879)
- Notopogon fernandezianus (Delfin, 1899)
- Notopogon lilliei Regan, 1914
- Notopogon macrosolen Barnard, 1925
- Notopogon xenosoma Regan, 1914